# Zárate (efternamn)

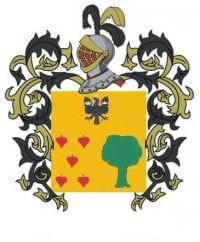
Heraldiskt vapen för släkten Zárate

Zárate är ett gammalt baskiskt efternamn av toponymiskt ursprung, spritt över hela Spanien och Latinamerika; även om det är registrerat framför allt i Baskien och Navarra. Släkten härstammar enligt traditionen från Zárate, som är en mindre by i kommunen Zuia (Álava), i Spanien. Därifrån härleds även släktnamnet

## Heraldiskt vapen
Det heraldiska vapnet för släkten Zárate består av ett fält av guld, fem paneler i rött, placerade i sautoir.

## Betydelse
Innebörden av detta efternamn kommer från dess baskiska etymologi och betyder ”en nedtrampad stig i skogen”.
Efternamnet Zárate, har två komponenter på det baskiska språket. Det första är ordet zara som översätts till spanska med skog eller jaral (Rockrose buske). Den andra komponenten är ordet ate som betyder passage, dörr, strupe eller avsmalning av en dal, ravin. Därför betyder zarako atea skogspassage.

## Kuriosa för efternamnet Zárate
Efternamnet Zárate är inte något vanligt efternamn. I Spanien har 3 651 personer det som första efternamn och 3 382 personer har det som andra efternamn. Man måste dock ta hänsyn till att dessa uppgifter inte återspeglar det stora antalet gånger som Zárate förekommer i sammansatta efternamn.

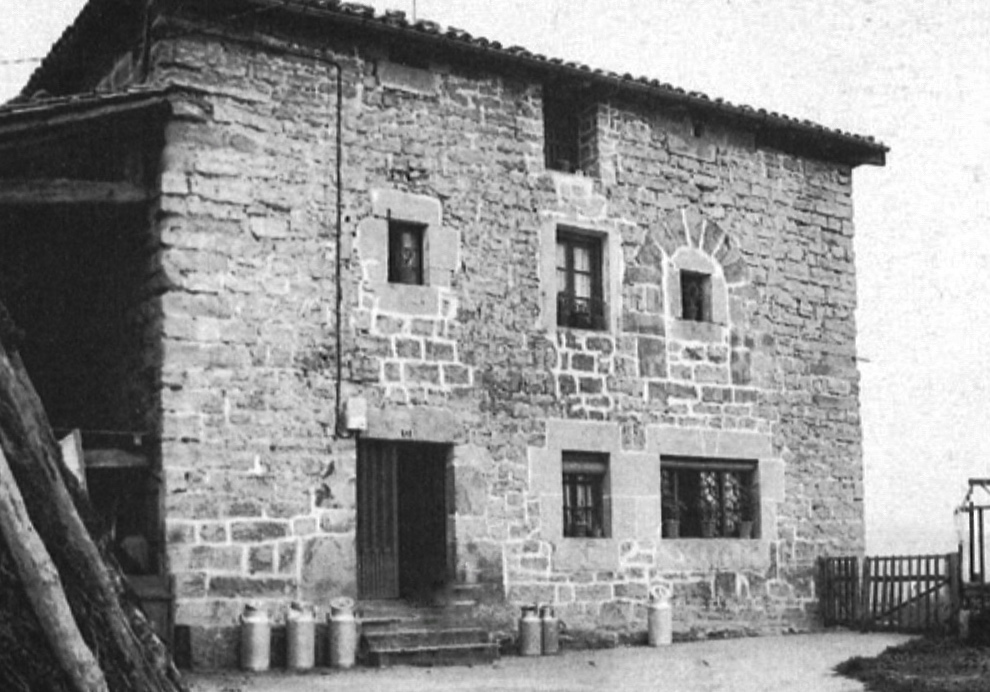
Borgen Zárate i byn Zárate (Álava)

## Borgen  Zárate
Borgen för släkten Zárate är beläget i byn Zárate i kommunen Zuia (Álava).'